# 绥阳镇 (东宁市)
绥阳镇，是中华人民共和国黑龙江省牡丹江市东宁市下辖的一个行政建制镇。
位於东宁县北部、南距东宁縣城62公里，全镇面积1919平方公里，人口約4萬1千人。有小绥芬河流經镇中，該鎮盛产黑木耳，2005年的黑木耳產量達到1.2亿袋，純收入達到6363万元。

## 行政区划
绥阳镇下辖以下地区：
第一社区、第二社区、第三社区、第四社区、第五社区、第六社区、第七社区、第八社区、第九社区、第十社区、先锋村、爱国村、红旗村、柞木村、柳毛河村、联兴村、曙村、河南村、三道村、太平村、二道村、新民村、北沟村、菜营村、蔬菜村、绥西村、三道河子村、太岭村、九里地村、细鳞河村、鸡冠村、双丰村、细岭村和河西村。